# Liste der Monuments historiques in Romain-sur-Meuse
Die Liste der Monuments historiques in Romain-sur-Meuse führt die Monuments historiques in der französischen Gemeinde Romain-sur-Meuse auf.

## Liste der Immobilien
| Bezeichnung                 | Beschreibung                                                           | Standort                    | Kennzeichnung | Schutzstatus | Datum | Bild |
| --------------------------- | ---------------------------------------------------------------------- | --------------------------- | ------------- | ------------ | ----- | ---- |
| Vieux-Château               | Burg, im Kern mittelalterlich, im 16. Jahrhundert zum Schloss umgebaut | 23 rue des Ciseliers (Lage) | PA00079213    | Inscrit      | 1925  |      |
| Château de Romain-sur-Meuse | Schloss, Bau 1753 begonnen, 1794 fertiggestellt; mit Taubenturm        | 12 rue du Château (Lage)    | PA00079309    | Inscrit      | 1992  |      |

## Liste der Objekte
| Bezeichnung | Beschreibung                                                                                | Standort                       | Kennzeichnung | Schutzstatus | Datum | Bild |
| ----------- | ------------------------------------------------------------------------------------------- | ------------------------------ | ------------- | ------------ | ----- | ---- |
| Hauptaltar  | Altartisch, Altaraufbau und Tabernakel; Holz, farbig gefasst und vergoldet, 18. Jahrhundert | in der Kirche St-Martin (Lage) | PM52001059    | Classé       | 1977  |      |